# The Cinematic Orchestra
The Cinematic Orchestra (TCO) ist eine britische Band. Sie wurde Ende der 1990er Jahre von Jason Swinscoe gegründet und veröffentlicht ihre Alben unter dem Londoner Independent-Label Ninja Tune. Ihr Stil besteht aus einer Mischung von Jazz-Improvisationen und Electronica.
Die Bandmitglieder sind aktuell der Bassist Phil France, der Gitarrist Stuart McCallum, der Pianist Nick Ramm, der Saxophonist Tom Chant, der Schlagzeuger Luke Flowers und der Singer-Songwriter Patrick Watson sowie gelegentliche Gastmusiker.
Aufmerksamkeit erregte die Band mit einer Überarbeitung der Filmmusik zu Dsiga Wertows experimentellen Stummfilm Der Mann mit der Kamera, die von den Organisatoren des Festivals von Porto zur Kulturhauptstadt Europas des Jahres 2000 in Auftrag gegeben wurde. Die Filmmusik wurde von TCO während der Aufführung live eingespielt.
Auf ihren Alben Every Day und Ma Fleur arbeitete die Band mit der amerikanischen Soul-Sängerin Fontella Bass zusammen, sonst häufig mit Heidi Vogel. Weitere Gastvokalisten waren etwa Louise Rhodes oder auch Roots Manuva.

## Geschichte
Während Swinscoe Kunst am Cardiff College studierte, gründete er 1990 die Gruppe Crabladder und veröffentlichte eine offizielle Single auf seinem eigenen Label Power Tools. 1994 bekam Swinscoe eine Stelle als DJ bei Heart FM, einem Piratensender aus Südlondon.
Der Sound der Band – sowohl live als auch im Kontext des Studios – beinhaltet zum einen eine Live-Jazzband, die zusammen mit einem Turntablist improvisiert und zum anderen Elemente elektronischer Musik, wie die Samples von Swinscoe. In ihren Studioveröffentlichungen mischt Swinscoe das Livematerial häufig neu, um ein fertiges Produkt herzustellen, welches die live aufgenommenen Jazzimprovisationen nahtlos mit elektronischer Musik verbindet.
Das Debütalbum des Cinematic Orchestra, Motion, wurde 1999 veröffentlicht. Der enorme Erfolg des Albums führte dazu, dass die Band zur Zeremonie des Directors Guild of America Award eingeladen wurde, um während der Präsentation des Lifetime Achievement Awards für den Regisseur Stanley Kubrick aufzutreten.
Außerdem wurde die Band von den Organisatoren des Festivals von Porto, der Kulturhauptstadt Europas des Jahres 2001, gebeten eine neue Filmmusik für den russischen Stummfilmklassiker von 1929, Der Mann mit der Kamera (Man with a Movie Camera) von Dsiga Wertow zu produzieren und diese live während der Filmprojektion zu spielen. Diese Arbeit unterschied sich von den sonstigen Kompositionen der Band durch ihren Live-Charakter, der aufwändige Postproduktionen wie beim Album Motion nicht zuließ. The Cinematic Orchestra ging mit diesem Projekt auf Tour und veröffentlichte wenig später ein Album mit demselben Namen. Viele der live eingespielten Kompositionen, die ursprünglich für Der Mann mit der Kamera produziert worden waren, wurden von der Liveform auf Studioformat umgemischt, indem z. B. vokale und elektronische Elemente hinzugefügt wurden, und fanden Verwendung für das nächste Album Every Day.

## Diskografie

### Alben
- 1999: Motion
- 2000: Remixes 1998–2000
- 2002: Every Day
- 2003: Man with a Movie Camera
- 2007: Ma Fleur
- 2008: Live at the Royal Albert Hall
- 2009: Das Geheimnis der Flamingos (The Crimson Wing: Mystery of the Flamingos) – Soundtrack
- 2010: Late Night Tales: The Cinematic Orchestra – DJ Mix by Swinscoe
- 2012: In Motion #1
- 2019: To Believe
- 2020: To Believe (Remixes)

### Singles (mit Auszeichnungen)
- 2007: To Build a Home (feat. Patrick Watson, UK: Platin, US: ×2Doppelplatin )